# Hoiokula
Hoiokula, rod papratnjača iz porodice Thelypteridaceae, dio reda osladolike. Postoje dvije vrste, obje su endemi sa Havaja  (Kauai, Oahu, Molokai, Maui, Hawaii)
Rod je opisan 2021., revizijom porodice Thelypteridaceae.

## Vrste
1. Hoiokula pendens (D.D.Palmer) S.E.Fawc. & A.R.Sm.
2. Hoiokula sandwicensis (Brack.) S.E.Fawc. & A.R.Sm.